# 미겔 앙헬 로티나
미겔 앙헬 로티나 오루에체바리아(스페인어: Miguel Ángel Lotina Oruechebarría miɣeˈlaŋxel loˈtina[*], 1957년 6월 18일, 바스크 주 메냐카 ~)는 스페인의 전직 축구 선수로, 현역 시절 스트라이커로 활약하였다.

## 선수 경력
로티나는 비스카이아 도 메냐카 출신으로, 인근 게르니카 클루브에서 축구를 시작하였고, 1981년부터 1983년까지는 카스테욘 소속이었다. 그는 처음이자 마지막 라 리가 시즌에 21번의 경기에서 발렌시아 연고 구단 소속으로 3골을 기록했으나, 소속 구단은 리그 최하위로 강등당했다.
1983년 여름, 로티나는 로그로녜스로 이적했다. 세군다 디비시온에서 라 리오하 연고 구단 소속으로 2년 동안 22골을 기록한 후, 세군다 디비시온 B에서도 뛰다가 1986-87 시즌에는 14경기 2골을 기록했으며 소속 구단이 발렌시아에 이어 2위로 사상 첫 1부 리그 승격을 이룩하는데 일조했다. 1988년, 그는 31세의 나이로 현역에서 은퇴했는데, 그는 소속 구단이 1부 리그에 속해 있던 1987-88 시즌에 한 경기도 출전하지 못했다.

## 감독 경력
로그로녜스의 2군에서 감독 활동을 시작한 로티나는 90년대에 두 번에 나누어 12경기 동안 구단을 지휘했다. 1995–96 시즌, 누만시아 시절, 그는 코파 델 레이에서 3부 리그 구단을 이끌고 1부 리그의 레알 소시에다드, 라싱 산탄데르, 그리고 스포르팅 히혼까지 격파하고, 나중에 준우승을 차지한 바르셀로나에게 합계 3-5로 패퇴한 8강에 올려놓는 파란을 일으켰다.
1996-97 시즌에 로그로녜스를 이끌고 사상 첫 1부 리그의 구단을 지휘했으나, 소속 구단은 그 해에 4번 감독을 갈아치우고도 최하위의 수렁에서 빠져나오지 못하고 강등되었고, 이후 로티나는 2부 리그의 바다호스, 누만시아, 그리고 오사수나의 감독직을 차례로 맡았고, 누만시아 소속으로 치른 1998-99 시즌에는 소리아 연고 구단의 사상 첫 1부 리그 승격을 이룩했고, 오사수나를 지휘했던 이듬해에도 동일한 업적을 완수했는데, 팜플로나 연고 구단은 6년 만에 최상위 리그에 복귀했다. 그는 나바라 연고 구단의 감독을 2년 더 맡았는데, 두 해 모두 1부 리그에 잔류했다.
로티나는 셀타 비고를 이끌고 사상 첫 UEFA 챔피언스리그 진출에 성공했는데, 갈리시아 연고 구단은 2002-03 시즌에 리그 4위의 준수한 성적을 냈다. 그러나, 셀타는 이듬해에 밀란을 산 시로 적지에서 2-1로 격파하면서까지 챔피언스리그 16강에 진출했지만, 그는 리그 21라운드 후에 경질 통보를 받았고, 셀타 또한 1부 리그에서 살아남지 못했다.
2004-05 시즌, 로티나는 에스파뇰 사령탑에 취임했는데, 로티나는 카탈루냐 연고 구단이 리그 5위로 UEFA컵에 진출할 수 있도록 도왔다. 로티나의 2년차인 2006년에는 소속 구단의 우승을 이끌었는데, 에스파뇰은 국내 컵 대회 결승전에서 사라고사를 4-1로 완파하고 코파 델 레이 정상을 차지했다. 2006-07 시즌, 그는 고향 동네로 돌아가 경질된 호세 마리 바케로의 바통을 이어받아 20위로 쳐진 레알 소시에다드의 감독이 되었으나, 반등에 실패했고, 결국 바스크 연고 구단은 뒤에서 두 번째로 낮은 순위를 기록해 40년 만에 1부 리그에서 강등당했다.
2007-08 시즌, 로티나는 갈리시아로 돌아가 데포르티보 감독이 되었다.
부진하게 시작한 후, 그는 거의 5-3-2 배치 형태를 사용해 1년차를 안정적인 중위권으로 마무리해 UEFA 인터토토컵 진출권을 손에 넣었으나, 재정난에 허덕이던 데포르는 2011년에 결국 원정에서 9골에 그치는 최악의 부진을 이어나가다가 발렌시아 안방에서 0-2로 패할 때 침묵하면서 강등이라는 비극을 맞이했다. 그 해 5월 23일, 로티나는 데포르티보 감독직을 내려놓았다.
로티나는 2012년 3월 19일에 레반테 원정에서 0-1로 패하고 해임된 호세 프란시스코 몰리나를 대신해 2011-12 시즌의 비야레알 세 번째 감독으로 취임했는데, 당시 노란 잠수함은 강등권에 근접한 17위의 위태로운 상황이었고, 결국 18위로 마무리하면서 강등되었고, 2부 리그의 2군도 6월에 연쇄로 한 단계 낮은 리그로 강등당했다.
2014년 6월 21일, 키프로스 1부 리그에 잠깐 머무른 로티나는 카타르 스타스 리그의 알-샤하니아 감독이 되었다. 이어서, 그는 일본으로 건너가 도쿄 베르디와 세레소 오사카를 지휘했다.

## 감독 통계
2021년 6월 27일 기준
| 구단            | 국적     | 취임             | 해임             | 기록  | 기록 | 기록 | 기록 | 기록  | 기록  | 기록 | 기록  | 주     |
| 구단            | 국적     | 취임             | 해임             | 전    | 승   | 무   | 패   | 득    | 실    | 차   | 율 %  | 주     |
| --------------- | -------- | ---------------- | ---------------- | ----- | ---- | ---- | ---- | ----- | ----- | ---- | ----- | ------ |
| 로그로녜스 B    | 스페인   | 1990년 6월 30일  | 1993년 5월 26일  | 118   | 43   | 39   | 36   | 133   | 131   | +2   | 36.44 |        |
| 로그로녜스      | 스페인   | 1992년 12월 3일  | 1992년 12월 14일 | 2     | 0    | 0    | 2    | 1     | 5     | −4   | 0.00  | [ 20 ] |
| 누만시아        | 스페인   | 1993년 5월 26일  | 1996년 5월 20일  | 142   | 64   | 47   | 31   | 184   | 116   | +68  | 45.07 | [ 21 ] |
| 로그로녜스      | 스페인   | 1996년 6월 10일  | 1996년 10월 28일 | 10    | 3    | 1    | 6    | 7     | 24    | −17  | 30.00 | [ 22 ] |
| 바다호스        | 스페인   | 1997년 6월 22일  | 1997년 12월 1일  | 19    | 1    | 13   | 5    | 13    | 17    | −4   | 5.26  | [ 23 ] |
| 누만시아        | 스페인   | 1998년 6월 30일  | 1999년 6월 22일  | 48    | 23   | 13   | 12   | 77    | 47    | +30  | 47.92 | [ 24 ] |
| 오사수나        | 스페인   | 1999년 6월 23일  | 2002년 5월 26일  | 130   | 46   | 33   | 51   | 141   | 152   | −11  | 35.38 | [ 25 ] |
| 셀타 비고       | 스페인   | 2002년 5월 26일  | 2004년 1월 26일  | 80    | 30   | 25   | 25   | 103   | 96    | +7   | 37.50 | [ 26 ] |
| 에스파뇰        | 스페인   | 2004년 6월 11일  | 2006년 5월 26일  | 92    | 35   | 27   | 30   | 113   | 116   | −3   | 38.04 | [ 27 ] |
| 레알 소시에다드 | 스페인   | 2006년 10월 27일 | 2007년 6월 22일  | 32    | 9    | 9    | 14   | 29    | 34    | −5   | 28.13 | [ 28 ] |
| 데포르티보      | 스페인   | 2007년 6월 25일  | 2011년 5월 23일  | 182   | 67   | 45   | 70   | 195   | 225   | −30  | 36.81 | [ 29 ] |
| 비야레알        | 스페인   | 2012년 3월 19일  | 2012년 6월 1일   | 11    | 3    | 5    | 3    | 12    | 12    | 0    | 27.27 | [ 30 ] |
| 오모니아        | 키프로스 | 2013년 12월 30일 | 2014년 2월 7일   | 9     | 3    | 4    | 2    | 13    | 8     | +5   | 33.33 |        |
| 알-샤하니아     | 카타르   | 2014년 6월 22일  | 2014년 9월 22일  | 2     | 0    | 1    | 1    | 1     | 5     | −4   | 0.00  |        |
| 알-샤하니아     | 카타르   | 2015년 7월 17일  | 2016년 6월 30일  | 18    | 12   | 3    | 3    | 39    | 16    | +23  | 66.67 |        |
| 도쿄 베르디     | 일본     | 2016년 11월 24일 | 2018년 12월 10일 | 92    | 43   | 24   | 25   | 126   | 97    | +29  | 46.74 |        |
| 세레소 오사카   | 일본     | 2019년 2월 1일   | 2021년 1월 31일  | 83    | 44   | 14   | 25   | 111   | 77    | +34  | 53.01 |        |
| 시미즈 S-펄스   | 일본     | 2021년 2월 1일   | 2021년 11월 3일  | 45    | 11   | 13   | 21   | 43    | 65    | −22  | 24.44 |        |
| 비셀 고베       | 일본     | 2022년 4월 8일   | 현임             | 11    | 4    | 3    | 4    | 19    | 10    | +9   | 36.36 |        |
| 합계            | 합계     | 합계             | 합계             | 1,126 | 441  | 319  | 366  | 1,360 | 1,253 | +107 | 39.17 | —      |

## 수상
에스파뇰
- 코파 델 레이: 2005–06[9]

데포르티보
- UEFA 인터토토컵: 2008

## 참고
1. ↑  미겔과 앙헬은 각각 스페인어:  miˈɣel[*]와 스페인어:  ˈaŋxel[*]로 발음한다.